# Замошье (Серковицкий сельсовет)
Замошье (бел. Замошша) — деревня в Серковицком сельсовете Толочинского района, Витебской области Беларуси.
Постоянное население — 6 человек (2019).
Деревня почти полностью заброшена и разрушена. Перед въездом в деревню, есть поворот на кладбище, основанное в начале XVIII века, где похоронены большинство жителей деревни, а также советские десантники, которых расстреляли фашисты в годы Великой Отечественной войны. Во времена СССР в деревне функционировали клуб, магазин, школа (4 класса), 3 фермы, общественная баня.